# Krypto-révisionnisme
 (janvier 2015).
Si vous disposez d'ouvrages ou d'articles de référence ou si vous connaissez des sites web de qualité traitant du thème abordé ici, merci de compléter l'article en donnant les références utiles à sa vérifiabilité et en les liant à la section « Notes et références ».
Le Krypto-révisionnisme est un concept créé et nommé par les écrivains Steven Grant et Mark Evanier, et qui désigne le rejet par le public d'un scénario, concept, trame, intrigue ou idée dans une série à épisodes.
En quelque sorte, le public s'approprie l'œuvre et la manipule. Un quidam ne peut pas simplement recréer une partie d'une œuvre, mais il peut en occulter un point, typiquement rejeter un épisode d'une série, un livre d'une collection, et ainsi modeler son œuvre à partir de l'œuvre de l'auteur.

## Origine du terme
Steven Grant a explicité l'origine du terme dans un message posté sur le groupe de discussion Usenet rec.arts.comics.dc.universe le 14 février 1998 (traduction libre) :
J'étais chez Mark pour le déjeuner, un jour de mes années passées à Los Angeles, et nous étions en train de discuter la tendance (alors effrénée) des écrivains de poursuivre un bouquin, avant d'invalider tout ou partie de la première partie dans un brusque retournement d'histoire (le syndrome « Tout ce que vous savez à propos de (…) est faux »).
En particulier, nous discutions de la refonte des origines de Superman, effectuée par John Byrne. Il y faisait allusion comme à du « révisionnisme », comme dans le cas du révisionnisme historique, la réinterprétation d'évènements passés depuis des points de vue autres que ceux officiels ou canoniques, et je l'ai donc baptisé « Krypto-révisionnisme », une boutade sur le concept du crypto-révisionnisme.
Mark Evanier étoffe le concept en établissant que dans son « DC Universe personnel », Krypto le Super-chien est toujours vivant. C'est simplement qu'on ne lui consacre plus d'histoires — mais il est là-haut dans l'espace, en train de vivre des aventures sans Superboy.

## Exemples
Ce concept est surtout crucial pour apprécier un univers fictif aux multiples auteurs. Par exemple, les fans de l'univers partagé Star Trek peuvent très bien choisir de rejeter n'importe quel épisode qui ne rentre pas dans leur vision propre dudit univers. Ce n'est pas à dire que l'auteur dénie l'existence de l'épisode, mais plutôt qu'il met mentalement de côté tous les faits établis dans l'épisode. Un exemple de premier choix concerne le reboot de Star Trek par J.J. Abrams en 2009 ou encore Discovery que de nombreux fans ont décidé d'ignorer (car d'esprit radicalement différent et se déroulant dans d'autres univers). Un autre chapitre parfois ignoré est Star Trek V : La Frontière Finale.
Un autre exemple de krypto-révisionnisme serait l'adaptation cinématographique de la franchise Highlander. De nombreuses personnes ont décidé d'ignorer le second film parce qu'il a interprété très librement tout ce qui avait été laissé de côté dans le premier, plus ou moins dans l'optique de profiter rapidement d'un succès commercial, sans se poser trop de questions. Les réalisateurs du troisième film Highlander ont eux-mêmes pratiqué leur propre forme de krypto-révisionnisme et ont enrichi la franchise dans la veine du premier film, en choisissant d'ignorer toute l'intrigue du deuxième opus…
Encore un autre exemple : le refus absolu de nombreux fans de Star Wars de reconnaître la révision apporté à l'édition spéciale de George Lucas, à savoir que Greedo aurait tiré le premier.
Dans la vision originelle de l'univers Robotech, de nombreux fans choisissent d'ignorer ostensiblement le roman The End of the Circle de Jack McKinney (en fait, un duo d'écrivains composé de James Luceno et de Brian C. Daley). Ce roman devait servir de fin à la saga Robotech. Beaucoup furent insatisfaits de ce qu'ils voyaient combiné dans le livre, une conclusion hâtive, un scénario fantôme, et un casting surpeuplé regroupant ensemble toutes les trois générations de défenseurs Robotech, dans une seule aventure finale. C'est pourquoi les écrivains des dernières histoires du comics, fixées après le départ de l'Invid, à la fin de la série, choisirent de garder le destin de l'amiral Rick Hunter et de la Force expéditionnaire Robotech comme un mystère non résolu.
Dans la plupart des séries d'anime, les fans sont nombreux à exclure de leur esprit les épisodes bonus ou parallèles qui surgissent directement dans le marché vidéo sous l'appellation d'OAV, parfois en totale contradiction avec le reste de la série, souvent de plus mauvaise qualités car produits de purs plans marketing, ou donnant un ton (humoristique ou au contraire dramatique…) à ces épisodes, qui n'est pas forcément celui auxquels ils sont habitués dans la série. D'où, occasionnellement, un rejet franc et massif.